# Konyak

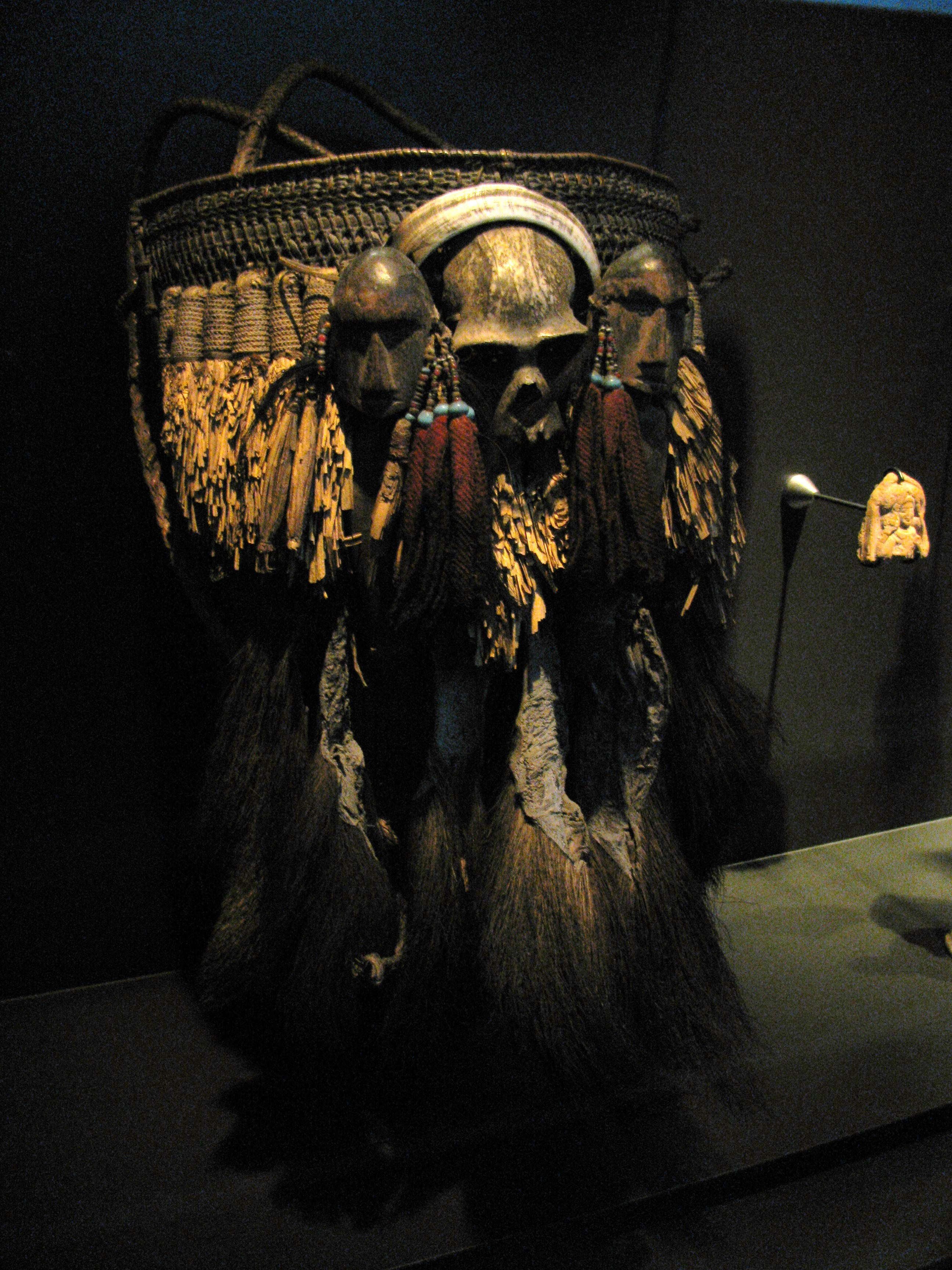
Cesta ceremonial de la tribu konyak con una calavera y dos cabezas humanas talladas en madera. Esta canasta es un símbolo de estatus.

Los konyaks o koniak nagas son una importante etnia naga nativa del estado de Nagaland, en el noreste de la India. Habitan el distrito de Mon, también conocido como la Tierra de los Anghs. 
Se cree que el término "konyak" procede de las palabras "whao", que significa "cabeza", y "nyak", que significa "negro" por lo que serían los "hombres de cabello negro". Pueden agruparse en dos grupos: "thendu", que significa "cara tatuada", y "thentho", que significa "cara blanca". El grupo thendu se encuentra sobre todo en la parte central del distrito de Mon y el grupo thenko, sobre todo en la parte alta y baja del distrito, en la zona de Wakching.
Lingüísticamente, los konyaks pertenecen al grupo naga-kuki de la familia tibeto-birmana y cada aldea tiene su propio dialecto. El dialecto del pueblo de Wakching se utiliza habitualmente como medio de comunicación.
En el pasado, los tatuajes faciales se ganaban por arrancar la cabeza a un enemigo, por lo que eran especialmente temidos. La caza de cabezas y la decapitación de miembros de tribus rivales era un rito de iniciación para los jóvenes konyak.

## Economía
Llevan un estilo de vida sedentario. La base de su economía es la agricultura, aunque también se dedican a la recolección. Un incipiente turismo y la venta de artesanías locales cada vez está más en alza.

## Sistema social
Los konyaks son el mayor de los grupos étnicos naga. Se encuentran en los distritos de Tirap, Longding y Changlang, en Arunachal Pradesh; en el distrito de Sivasagar, en Assam; y en la Zona Autoadministrada Naga, en Myanmar. En Arunachal Pradesh se les conoce como wanchos ("wancho" es un sinónimo de "konyak"). Desde el punto de vista étnico, cultural y lingüístico, los nocte y los tangsa del mismo estado vecino de Arunachal Pradesh también están estrechamente emparentados con los konyaks. Los konyaks fueron los últimos grupos étnicos naga en aceptar el cristianismo.
La organización de cada comunidad aldeana difiere de una tribu naga a otra, pero mientras la mayoría tienen consejos de aldea, los konyak tienen, tradicionalmente, un jefe de aldea individual, hereditario y autocrático, en agudo contraste con el sistema democrático evidente en sus vecinos inmediatos del sur, los aos. Son los llamados "anghs/wangs", a quienes tienen en gran estima.
El jefe del pueblo es también el sumo sacerdote principal y, como tal, es intocable. Su signo de poder es un trono de piedra en el que sólo él tiene derecho a sentarse. Los gobernantes (anghs) de un pueblo, que proceden de una "gran" familia, son a veces los soberanos de los pueblos vecinos, vasallos, y su poder es ilimitado. Sólo los gobernantes pueden transgredir los tabúes que se aplican a todos. A diferencia de los vecinos aos, los konyaks no aprobaban la esclavitud.

## Religión
Tradicionalmente, una parte muy importante de su creencia era que la cabeza/cráneo, como sede del alma y la vida, tenía un poder fertilizador especial, que irradiaba a los campos y proporcionaba prosperidad. Tras la muerte de una persona, el poder mágico permanecía en el cráneo, que preserva la fuerza vital del muerto, lo que implicaba la necesidad constante de realizar pequeñas batallas y adquirir nuevos cráneos para garantizar a su poseedor buena suerte y riqueza. A los cráneos se les pegaban cuernos de búfalo. Una vez al año, los cráneos se regaban con cerveza de arroz durante una ceremonia especial.
Estas costumbres estaban tan arraigadas que, incluso después de que los ingleses prohibieran la caza de cabezas en la época colonial, estos rituales continuaron utilizándose con cabezas hechas de madera. Influenciados por la labor de los misioneros, la gran mayoría de los konyaks profesan ahora el cristianismo bautista.

## Fiestas
Aoleang o Aolingmonyu es la mayor fiesta de los konyaks. Se celebra en la primera semana de abril (del 1 al 6) para dar la bienvenida a la primavera e invocar la bendición del Todopoderoso (Kahwang) sobre la tierra antes de la siembra.
El Aonyimo se celebra en julio o agosto con pompa y alegría después de la cosecha de los primeros cultivos como maíz y hortalizas y la Laoun-ongmo (o Lao Ong Mo) es una fiesta de acción de gracias que se celebra después de la finalización de todas las actividades agrícolas.

## Arte
Los konyaks son especialmente famosos por ser los mejores talladores de madera entre los nagas. El material es, principalmente, madera y bambú. Los xilófonos y tambores, ricamente tallados, se fabrican con grandes troncos de árbol.